# Turma da Mônica Jovem: Reflexos do Medo
Turma da Mônica Jovem: Reflexos do Medo é um filme brasileiro baseado na série de HQs Turma da Mônica Jovem de Maurício de Sousa,o filme foi distribuído pela Imagem Filmes,em coprodução com a Sony Pictures e com a Claro, e a Rubi Filmes como produtora associada,e produzido pela Bronze Filmes,BeBossa Entertainment e Maurício de Sousa Produções. Dirigido por Mauricio Eça, com roteiro original de Regina Negrini, o filme é estrelado por Sophia Valverde, Xande Valois, Bianca Paiva, Théo Salomão e Carol Roberto.
Originalmente, o longa seria lançado em 2017; esse foi o projeto anunciado durante a CCXP de 2016, mas, depois de 3 anos de divulgação, a produção foi engavetada. Em 2022, o filme tornou a ser produzido, mas com outro diretor e uma nova produtora. A obra ganhou o subtítulo Reflexos do Medo. Carolina Amaral foi a única do projeto anterior que retomou o seu papel.

## Sinopse
Um grande cometa passa pela Terra e é visível no Limoeiro. Segundo Magali, ele vem abrir os caminhos do novo ciclo que se inicia na vida da Turma: escola nova, primeiro ano do Ensino Médio, tudo parece estar mudando muito depressa, inclusive eles mesmos. Cascão está cada vez melhor no parkour e tenta ensinar a Cebola algumas técnicas. Milena se aprofunda em teorias científicas avançadas. Magali, após passar as férias com sua tia Nena, foi iniciada na Ordem dos Cozinheiros. Ela não conta para ninguém que, além de escola de culinária, é uma ordem de magia da qual sua tia é membro. Mônica está decidida a acabar de vez com a rivalidade entre ela e Carmem. Só uma coisa parece que nunca muda, nem ela, nem Cebola confessam o que sentem um pelo outro, o que abre espaço para um terceiro personagem nessa história, DC, que se mostra sempre pronto para conquistá-la. E tem outra coisa que se mantém igual, a amizade entre a Turma. Mônica reforça que isso nunca deve mudar e propõe um pacto: onde um for, todos irão também. No primeiro dia de aula, os estudantes já estão organizando as chapas para a eleição do grêmio estudantil daquele ano. Carmem é candidata à eleição, o que faz com que Mônica decida não entrar nessa disputa. Chega de competição com essa garota. No entanto, tudo muda quando Licurgo, diretor da escola e do Museu do Limoeiro, ambos fundados pelo seu avô, anuncia que o museu será fechado, sem maiores explicações. 
Mônica fica indignada, o lugar é parte da memória do bairro e de todos ali. Eles não podem tomar uma decisão dessas sem consultar os alunos. No impulso, ela se candidata à presidência do grêmio. Quer que os estudantes tenham voz e sejam ouvidos. Carmem fica irritada, agora a competição é oficial e fica ainda mais acirrada quando Denise, a fofoqueira da escola, descobre e espalha para todos que o museu será leiloado porque Licurgo está afundado em dívidas, e a família de Carmem está disposta a comprá-lo. Mônica resolve fazer uma manifestação para impedir o leilão, ao que Carmem se adianta e convoca a todos na escola, como se a ideia fosse dela. As duas brigam, o museu vira mote da campanha das duas, e tudo isso toca em suas fragilidades, inseguranças e pontos profundos de suas personalidades. Esse será o pano de fundo para algo muito maior que está prestes a acontecer no Limoeiro: o terrível Cabeça de Balde, que todos pensavam que fosse só uma lenda local, escapa de um espelho de obsidiana que Lindolfo trouxe para o museu há muitos anos. 
O espelho é um portal para outras dimensões, e ele fica ativo quando um grande evento cósmico ocorre no céu, como a passagem do cometa. Por meio de um feitiço que Mônica encontra em um livro da Ordem dos Cozinheiros, não por acaso, mas porque foi atraída por ele, a entidade se liberta e começa a fazer vítimas. Ela aprisiona as pessoas em seus desejos mais profundos, envia a energia vital delas para servirem de alimento para o Caos na outra dimensão, momento em que ocupa o corpo de suas presas. Agora, mais do que nunca, a Turma vai cumprir o pacto que fez: onde um for, todos irão também. E é a força de todos juntos e o amor entre eles que vão trazer a confiança para acreditarem e superarem todos os desafios e derrotar a criatura. Nessa jornada, eles vão descobrir muito sobre si mesmos, suas fragilidades e forças, coisas que eles jamais imaginariam que ser capazes.

## Elenco
- Sophia Valverde como Mônica Sousa
- Xande Valois como Cebolácio "Cebola" Menezes da Silva Júnior
- Bianca Paiva como Magali Fernandes de Lima
- Théo Salomão como Cássio "Cascão" Marques de Araújo
- Carol Roberto como Milena Sustenido
- Giovanna Chaves como Carmem "Carminha" Frufru
- Carolina Amaral como Denise
- Bruno Vinícius como Jeremias "Jerê"
- Lucas Pretti como Timóteo "Titi"
- Yuma Ono como "Do Contra" ("DC")
- Julia Rabello como Isabelle Frufru
- Mateus Solano como Professor Licurgo (Louco)
- Rodrigo Fernandes como Professor Falcolni
- Maria Bopp como Professora Ana Paula
- Ataíde Arcoverde como Lindolfo
- Eliana Fonseca como Tia Nena
- Hugo Laloni e Victor Argolo como Cabeça de Balde

## Produção

### Desenvolvimento
A pré-produção de um longa-metragem live-action da Turma da Mônica Jovem foi oficializada em setembro de 2016. Com direção de Christiano Metri e lançamento inicialmente previsto para o primeiro semestre de 2019, o filme era coproduzido pela Bossa Nova Group, que planejava uma trilogia com os personagens.
Na CCXP de 2016, foram reveladas as primeiras novidades sobre a produção: Parte do elenco principal do filme seria escolhida através de audições públicas, com inscrições via internet, de atores adolescentes, na mesma faixa etária dos personagens originais. Foi revelado também um personagem inédito, "Nik, o Geek", que foi introduzido na centésima edição da revista e tornaria-se figura frequente nos quadrinhos, como preparação para o filme.
Em setembro de 2017, foi anunciada uma mudança no cronograma do filme. Antes previsto para o fim de 2018, o lançamento foi adiado para o início de 2019, pois ainda estava em processo de escalação do elenco. Em 2019 foi dito que o filme seria lançado após as continuações de Turma da Mônica: Laços.
No início de 2020, os roteiristas Rodrigo Goulart e Sabrina Garcia foram contratados para desenvolver um argumento com base no arco Supersaga do Fim do Mundo, a mais popular da TMJ. No entanto, após discussões internas, a MSP optou por um argumento original, ainda com ênfase no suspense, tendo a série Stranger Things como referência. Os roteiristas foram dispensados e Regina Negrini assumiu o roteiro da nova história.
Em 29 de março de 2023, Sophia Valverde, Xande Valois, Bianca Paiva, Theo Salomão e Carol Roberto foram oficializados como protagonistas do longa.

### Divulgação
O filme da Turma da Mônica Jovem foi anunciado em setembro de 2016 com diretor, e uma atriz escolhida. Na divulgação da adaptação durante a CCXP de 2016, o diretor do filme, Christiano Metri, além de anunciar o longa e abrir a seleção de elenco, revelou que alguns personagens teriam um canal no YouTube, podendo interagir com o público. O primeiro personagem a ser apresentado na feira foi a "Ramona",  interpretada por Amanda Torre. A produção oficial do filme divulgou um teaser com Ramona, que é uma jovem bruxa e youtuber que usa seu canal para falar de magia, astrologia e seus amigos da Rua do Limoeiro, como Mônica e Cebola. Além de Ramona, outros personagens teriam futuramente canais no YouTube.

## Recepção
| Críticas profissionais | Críticas profissionais |
| Avaliações da crítica  | Avaliações da crítica  |
| Fonte                  | Avaliação              |
| ---------------------- | ---------------------- |
| CinePOP                | [ 9 ]                  |
| Esquina da Cultura     | [ 10 ]                 |
| Folha de S.Paulo       | [ 11 ]                 |
| Omelete                | [ 12 ]                 |
| Tangerina (UOL)        | [ 13 ]                 |

Reflexos do Medo obteve recepção negativa dos críticos de cinema.